# Piotr Jegor
Piotr Jegor est un footballeur international polonais né le 13 juin 1968 à Zbrosławice (Pologne) et mort le 17 mars 2020 à Knurów (Pologne).

## Carrière
- 1985-1988 : Górnik Knurów  Pologne
- 1987-1995 : Górnik Zabrze  Pologne
- 1994-1995 : Hapoël Haïfa  Israël
- 1995-1996 : Górnik Zabrze  Pologne
- 1995-1996 : Stal Mielec  Pologne
- 1996-2001 : Odra Wodzisław Śląski  Pologne
- 2001-2002 : BKS Stal Bielsko-Biała  Pologne
- 2001-2003 : GKS Jastrzebie  Pologne
- 2002-2003 : LKS Bełk  Pologne

## Palmarès
- 20 sélections et 1 but avec l'équipe de Pologne.